# Савоња д'Изонцо
Савоња д'Изонцо (итал. Savogna d'Isonzo) је насеље у Италији у округу Горица, региону Фурланија-Јулијска крајина.
Према процени из 2011. у насељу је живело 793 становника. Насеље се налази на надморској висини од 49 м.

## Становништво
Према резултатима пописа становништва 2011. у општини је живело 1.727 становника.
| 1936. | 1951. | 1961. | 1971. | 1981. | 1991. | 2001. | 2011. |
| ----- | ----- | ----- | ----- | ----- | ----- | ----- | ----- |
| 1.960 | 1.890 | 1.788 | 1.724 | 1.747 | 1.767 | 1.722 | 1.727 |

## Партнерски градови
- Шкофја Лока